# Israël Zinberg
 (septembre 2021).
Israël ou Yisroël Zinberg (en yiddish : ישראל צינבערג, Ishral Tsinberg ; en russe : Исраэль ou Израиль Цинберг, Israël ou Izraïl Tsinberg), de son nom russe Sergueï Lazarévitch Tsinberg (en russe : Сергей Лазаревич Цинберг), né en 1873 et mort en 1938 ou 1939, est un chimiste et historien de la littérature juive.

## Biographie

### Études de chimiste
Israël Zinberg est né en 1873 dans un village près de Lagovits (Łagowica) en Volhynie, à l'époque partie de l'Empire russe. Son père Leyzer, un rentier fortuné, partisan de la Haskala, le mouvement des Lumières juif, lui offre une éducation traditionnelle et séculaire, tout d'abord avec des professeurs privés, puis dans une école secondaire à Rovno. De 1891 à 1895, il étudie la chimie à l'Institut de technologie de Karlsruhe et obtient un doctorat en philosophie de l'Université de Bâle. En 1898, il s'installe à Saint-Pétersbourg. 
De 1899 à 1938, Zinberg travaille comme ingénieur chimiste à l'aciérie de Putilov, renommée aciérie Kirov en 1934, dont il va diriger le laboratoire à partir de 1905. De 1896 à 1938, il publie de nombreux article de chimie et de métallurgie dans des revues scientifiques russes et allemandes. Pour son travail pendant la Première Guerre mondiale, Zinberg reçoit une médaille, et pendant la période soviétique, il participe grandement au développement de l'industrie métallurgique russe.  

### La période tsariste
Á Saint-Pétersbourg, Zinberg participe au travail de l'Obshchestva dlia Rasprostraneniia Prosveshcheniia Mezhdu Evreiami v Rossii (OPE; Société pour la promotion de la culture parmi les Juifs de Russie), rédigeant par exemple en 1900 un opuscule de vulgarisation en yiddish sur la science populaire. La même année, il publie un essai en russe sur le penseur et partisan de la Haskala, Isaac Bär Levinsohn. De 1901 à 1906, Zinberg écrit une tribune régulière dans l'hebdomadaire juif russe Voskhod, appelant l'intelligentsia juive à promouvoir une conscience nationale et à venir en aide au peuple juif. Dans son essai de 1903 sur la littérature yiddish, il plaide en faveur du yiddish comme langue pour instruire les masses populaires et pour la création littéraire. Pour Zinberg, l'hébreu est la langue nationale juive, tandis que le yiddish est le langage populaire vivant. 
Comme opposant idéologique au sionisme, il critique Ahad Ha'Am, mais reconnait le rôle du mouvement dans la vie publique juive. 
En 1905, Zinberg publie l'article Dva techeniia v evreiskoi zhizni (Deux courants dans la vie juive) dans le magazine Knizhki voskhoda. Cet article deviendra plus tard la structure de base de son volumineux ouvrage sur la littérature juive. Il interprète l'histoire de la pensée juive comme un combat de plusieurs siècles entre deux courants opposés: la religion du cœur, mystique et démocratique qui reflète la psychologie populaire, et l'aristocratisme intellectuel rationaliste des philosophes. Il regarde la pensée d'Ahad Ha-Am et les théories de classes des partis politiques de gauche comme des exemples de la pensée abstraite aristocratique. Zinberg idéalise une fusion harmonieuse de ces deux courants, représentée notamment dans l'œuvre et l'héritage de Juda Halevi.     
En 1905, Zinberg adhère au Folkspartei (Parti folkiste) et écrit régulièrement dans son journal. En 1918, il est élu comme candidat du parti au Conseil national juif. En 1912, il est cofondateur du mensuel Di yudishe velt (Le monde juif). Il est aussi actif dans plusieurs associations académiques et culturelles juives, dont de 1908 à 1929 dans la Société d'ethnographie historique juive. Il rédige en tant qu'éditeur, entre 1908 et 1913, plus de 300 articles sur l'histoire de la littérature juive pour le Evreiskaia entsiklopediia (Encyclopédie juive) et en 1914, écrit trois chapitres sur la littérature pour l'œuvre collective Istoriia evreev v Rossii (Histoire des Juifs en Russie). En 1915, dans une monographie, Zinberg examine la presse juive russe en hébreu, en yiddish, en russe et en polonais entre 1860 et 1880, comme facteur du réveil de la conscience nationale.  
Comme critique littéraire, Zinberg se consacre principalement aux textes yiddish, y compris les textes classiques de Mendele Moïkher Sforim, de Cholem Aleikhem, et tout particulièrement d'Isaac Leib Peretz dont il voit dans l'œuvre une réflexion sur la recherche spirituelle de sa propre génération. Il écrit aussi sur des auteurs yiddish contemporains tels qu'Hersh Dovid Nomberg, David Bergelson, Perets Hirshbeyn et A. Vayter. Son étude aborde aussi les textes en hébreu de Micha Josef Berdyczewski, Saul Tschernichowski et Zalman Shneour, ainsi que des textes d'écrivains juifs en russe comme ceux de Semen Iushkevich.

### La période soviétique
Pendant la période soviétique, Zinberg ne succombe pas à la pression idéologique ambiante. De 1919 à 1925, il est le secrétaire académique de l'université juive de Petrograd, où il enseigne l'histoire de la littérature juive et l'histoire du yiddish. Jusqu'en 1930, il est parmi les plus éminents responsables des organisations culturelles juives subsistantes. Il publie des articles dans des périodiques et almanachs juifs russes, dont un essai sur les jeunes poètes yiddish soviétiques Peretz Markish, David Hofstein, Leib Kvitko et Itzik Fefer. Après la liquidation de toutes les organisations culturelles juives indépendantes, la maison de Zinberg sert comme lieu de rencontre pour un petit groupe passionné de culture juive. Il continue de correspondre avec des collègues étrangers et occasionnellement les rencontre quand ceux-ci se rendent à Léningrad. Pendant les années 1920 et 1930, ses articles sur l'histoire du théâtre et de la littérature yiddish apparaissent aussi dans des publications yiddish hors de l'Union soviétique.  
Pendant plus de 20 ans, Zinberg travaille à son monumental Di geshikhte fun der literatur bay yidn (L'histoire de la littérature juive). Les quatre premiers volumes et plusieurs chapitres sont publiés en russe. Réalisant l'impossibilité de produire son œuvre complète en Union soviétique, Zinberg commence en 1924 à la traduire en yiddish. Après la publication de plusieurs extraits dans des périodiques yiddish et hébreux, huit volumes complets sont publiés de 1929 à 1937 à Vilna. La première partie du volume 9 apparait à New York en 1965 après sa mort. Dans son œuvre, Zinberg examine le développement de la culture juive, depuis l'Espagne musulmane au XIe siècle, et continue jusqu'à la littérature de la Haskala en Russie dans les années 1860, avec un volume séparé sur la littérature yiddish ancienne. Son intention est de traiter le sujet jusqu'en 1914, mais il n'aura pas le temps de finir son ouvrage.

### Sa mort
Zinberg est arrêté le 4 avril 1938 et accusé d'activité contre-révolutionnaire et de participation à une organisation sioniste. Il meurt dans un camp de transit à Vladivostok, soit le 28 décembre 1938 soit le 3 janvier 1939. Ses archives personnelles sont conservées par sa famille et entre 1947 et 1977 sont transférées à la branche de Léningrad de l'institut d'études orientales de l'Académie des sciences d'URSS. 

### Réception critique de son œuvre
Dès le début de la publication l'histoire de la littérature juive, les chercheurs reconnaissent l'importance de l'œuvre de Zinberg. Jacob Shatzky note l'approche innovante du mysticisme par Zinberg et la compare à Gershom Scholem, tout en notant aussi la méthodologie éclectique de Zinberg qu'il définit comme du déterminisme historique. Sans dévaloriser les qualités de l'œuvre de Zinberg, les critiques mentionnent différentes erreurs et imprécisions glissées dans le texte dues principalement au fait que Zinberg s'est vu refuser l'accès à certaines études publiées à l'étranger. Dans son ouvrage, Zinberg présente des portraits psychologiques dramatiques des héros juifs et des descriptions colorées de la vie culturelle de chaque époque, si bien que son œuvre retient l'attention même de nos jours. Elle fait partie des plus importantes études historiographiques produites dans la première partie du XXe siècle. 

## Œuvre traduite enanglais
- (en):  Israel Zinberg: A history of Jewish literature; traduit du yiddish en anglais par: Bernard Martin; éditeur: Cleveland : Press of Case Western Reserve University; 1972-1978;  (ISBN 0829502289). Douze volumes:
  - V. 1. The Arabic-Spanish period.
  - v. 2. French and German Jewry in the early Middle Ages. The Jewish community of medieval Italy.
  - v. 3. The struggle of mysticism and tradition against philosophical rationalism.
  - v. 4. Italian Jewry in the Renaissance era.
  - v. 5. The Jewish center of culture in the Ottoman empire.
  - v. 6. The German-Polish cultural center.
  - v. 7. Old Yiddish literature from its origins to the Haskalah period.
  - v. 8. The Berlin Haskalah.
  - v. 9. Hasidism and enlightenment (1780-1820)
  - v. 10. The science of Judaism and Galician Haskalah.
  - v. 11. The Haskalah movement in Russia.
  - v. 12. Haskalah at its zenith.